# Tiszabábolna
Tiszabábolna é um município da Hungria, situado no condado de Borsod-Abaúj-Zemplén. Tem 32,69 km² de área e sua população em 2015 foi estimada em 343 habitantes.